# Anton Johann Jungmann

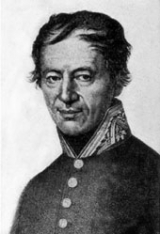
Anton Johann Ritter von Jungmann

Anton Johann Jungmann, ab 1850 Ritter von Jungmann, häufig auch Antonín Jan Jungmann (* 19. Mai 1775 in Hudlitz; † 10. April 1854 in Prag im Kaisertum Österreich) war ein böhmischer Geburtshelfer.

## Leben
Jungmann besuchte das Gymnasium in Prag und trat 1797 zunächst in Leipnik dem Orden der Böhmischen Brüder bei. Diesen verließ er allerdings nach kurzer Zeit wieder und ging anschließend nach Prag. An der Universität Prag nahm er das Studium der Medizin auf. Um sein Studium zu finanzieren, unterrichtete er im Haus des Naturforschers Joseph Gottfried Mikan, der einen großen Einfluss auf Jungmann gehabt haben soll. Im November 1803 erhielt er den Magistergrad der Geburtshilfe. Am 7. Dezember 1805 wurde er zum Dr. med. promoviert. 1805/1806 war er als Assistent an der medizinischen Klinik tätig, ging dann als Hausarzt adeliger Familien nach Mähren, kehrte jedoch bereits 1807 nach Prag zurück.
Jungmann wurde 1808 Lehrstuhlvertreter für theoretische und praktische Geburtshilfe an der Prager Universität. Zum 1. Mai 1811 wurde ihm die Stelle des ordentlichen Professors der Geburtshilfe übertragen, wobei er in tschechischer und deutscher Sprache lehrte. Außerdem bekam er die Position des Historikers der Medizinischen Fakultät übertragen. Er war 1839 Rektor der Universität und wurde 1841 mit dem Titel Kaiserlicher Rat ausgezeichnet.
Jungmann wurde 1850 in den Ruhestand versetzt und mit dem Österreichisch-kaiserlichen Leopold-Orden ausgezeichnet. Damit verbunden wurde er in den erbländischen Ritterstand erhoben. Aus seinem privaten Vermögen stiftete er der Fakultät eine umfangreiche Bibliothek.
Der Sprachwissenschaftler Josef Jungmann war sein Bruder. Zu der von ihm begründeten Prager Schule im Bereich Geburtshilfe gehörten unter anderem Franz Kiwisch von Rotterau, der sein Nachfolger auf dem Lehrstuhl der Geburtshilfe wurde, Friedrich Wilhelm Scanzoni von Lichtenfels oder Ferdinand Weber von Ebenhof.

## Schriften (Auswahl)
- Uwod k babena. Prag 1804; 4. Auflage: Umění porodnické k užitku ženám při porodu obsluhujícím. Kronberger, Prag 1842.
- Lehrbuch der Geburtshilfe. 2 Bände. Enders, Prag 1811.
- Lehrbuch der Geburtshilfe für Hebammen. Kronberger, Prag 1812.
- Koňský lékař, aneb: Potřebné navedení o koních, kterak totiž pěkných a dobrých koní se dochovati kdo může / Der Pferdearzt, oder nothwendige Kenntniß von Pferden. Pospišil, Königgrätz 1826.
- O sedmeru dobytka domácího jeho chování a nemocech / Von den sieben Hausthieren, von ihrer Zucht und ihren Krankheiten. Prag 1826.